# حزب لیبرترین آلاباما
حزب لیبرترین آلاباما (به انگلیسی: Libertarian Party of Alabama) (LPA) یک حزب سیاسی در آلاباما است که وابسته به حزب لیبرترین ایالات متحده است. دفتر مرکزی این حزب در مانتگامری، آلاباما واقع شده‌است. با توجه به نیاز بالای امضا برای ورود به صندوق رأی و شرط اجرای احزاب از یک نامزد ایالتی که حداقل ۲۰٪ برای دستیابی به رای‌گیری را دریافت می‌کند، حزب لیبرترین آلاباما به ندرت کاندیدا شده‌است.

## تاریخچه
در سال ۱۹۷۶، هنگامی که ۵۰ داوطلب را برای جمع‌آوری بیش از ۵۰۰۰ امضا از رأی دهندگان ثبت نام شده فرستاد تا این حزب نامزد انتخابات ریاست جمهوری خود را به صندوق بیاورد، حزب اولین حرکت دسترسی به آرا را آغاز کرد. در ماه مارس، این حزب بیش از ۵۰۰۰ امضا به وزیر امور خارجه ارسال کرد و بعداً با دادن حق رای به راجر مک‌براید در آلاباما پذیرفته شد.
در سال ۱۹۸۱، استیو اسمیت، هماهنگ‌کننده حزب، در جلسه اصلاح قانون انتخابات پیشنهاد کرد که هیچ‌یک از این نامزدها به آرای آلباما اضافه نشوند، اما رد شد. در ۱۹ ژوئن ۱۹۸۲، حزب کنگره ایالتی خود را در مونتگومری برگزار کرد، که اد کلارک نامزد انتخابات ریاست جمهوری سال ۱۹۸۰ و بیست و پنج نفر در آن شرکت داشتند، برای معرفی نامزدها و بحث در مورد قانون جدید دسترسی به آرا ایالتی که نامزدهای شخص ثالث را ملزم می‌کند درصد مشخصی از رای‌دهندگان را به جای مقدار مشخصی جمع‌آوری کنید.
در سال ۱۹۸۳، چندین نامزد آزادیخواه به دلیل شرایط جدید تعیین شده در قانون دسترسی به آرا، از دسترسی به رأی محروم شدند که میزان مورد نیاز برای دستیابی به رأی را از دریافت ۱۰٪ در انتخابات عمومی قبلی به ۲۰٪ یا با جمع‌آوری امضا از رای‌دهندگان ثبت شده افزایش داد. برابر با ۱٪ آرا در انتخابات عمومی قبلی. این حزب درخواست تجدیدنظر قانونی برای دستیابی به رأی داد و اظهار داشت که آنها طبق قانون قبلی به رأی رسیده‌اند و قانون فعلی نمی‌تواند در چرخه انتخابات فعلی اعمال شود، اما درخواست‌های آنها رد شد.
در سال ۱۹۹۱، فرماندار سابق فوب جیمز در کنوانسیون ایالتی حزب سخنرانی کرد. نانسی لرد، نامزد معاون ریاست جمهوری این حزب و لری پرات، رئیس اسلحه داران آمریکا، هر دو در کنوانسیون ایالتی سال ۱۹۹۲ سخنرانی کردند.
در سال ۲۰۰۰، پس از جمع‌آوری بیش از ۶۰٬۰۰۰ امضا، حزب لیبرتربن آلاباما تعداد کمی از نامزدها را اداره کرد. نامزد آزادیخواه سیدنی آل اسمیت بیش از ۲۰٪ در یک مسابقه در سراسر کشور به دست آورد و در سال ۲۰۰۲، حزب لیبرترین آلاباما اولین حزب کوچک بود که در بیش از سی سال به وضعیت حزب مهم در آلاباما دست یافت. در چرخه بعدی انتخابات، حزب لیبرتاریان آلاباما ۵۸ نامزد را از فرماندار تا باجگیر انتخاب کرد. حزب لیبرترین آلاباما که نتوانست بیش از ۲۰٪ در یک رقابت در سطح کشور به دست آورد، پس از سال ۲۰۰۲ وضعیت حزب اصلی خود را از دست داد و دسترسی به آرا را به همراه داشت.
از سال ۲۰۰۲، حزب لیبرتاریان آلباما نتوانسته‌است تقریباً ۶۰٬۰۰۰ امضای خام را که برای دسترسی مجدد به آرا در سراسر کشور مورد نیاز است جمع‌آوری کند، اما به عنوان مستقل توانسته‌است نامزدهای ریاست جمهوری خود را به رأی بدهد.
این حزب تلاش‌های خود را برای شکست اصلاحیه یک ، طرح افزایش مالیات که توسط باب رایلی ، فرماندار جمهوری‌خواه ارائه شد، انجام داد. راس فاین مجری رادیو گفتگوی «لیبرترین» از آلاباما بعنوان «رهبر در فعالیت‌های اینترنتی» بخاطر تلاشهایشان در جهت هدایت یک کارزار آنلاین برخلاف طرح مالیات، اعتبار گرفت. حزب آزادیخواه آلاباما میزبانی نشستی را در بیرمنگام، آلاباما بین بسیاری از افراد مهم و سازمانهای مخالف اقدام رای‌گیری برگزار کرد. شخصیت‌های کلیدی شورش مالیاتی تنسی، تجارب خود را از نبردهای مالیاتی اخیر در ایالت همسایه به اشتراک گذاشتند. در این مراسم نمایندگان مجمع عقاب، برنامه‌های رادیویی گفتگو، شهروندان برای اقتصاد سالم، حزب لیبرتاریان و تاجر محلی استن پت حضور داشتند. نتیجه اصلی این جلسه یک فعالیت هماهنگ ائتلاف بود که در جهت شکست دادن میزان رای‌گیری بود. در حالی که سرانجام حزب جمهوری‌خواه آلاباما مخالفت ضعیفی از طرح مالیاتی رایلی ارائه داد، حزب لیبرترین آلاباما تنها حزب سیاسی بود که مقاومت فعالی در برابر افزایش مالیات پیشنهادی داشت. این اقدام در تاریخ ۹ سپتامبر ۲۰۰۳ توسط رای‌دهندگان رد شد و ۶۸ درصد مخالف آن بودند.
پس از جمع‌آوری بیش از ۸۰۰۰ دادخواست، به حزب اجازه رأی‌گیری در منطقه جفرسون، پرجمعیت‌ترین شهر آلاباما داده شد. در حال حاضر این حزب به دنبال نامزدهای این شهرستان است و برای شهرستانهای اطراف امضا جمع می‌کند.
در سال ۲۰۱۹، این حزب شکایتی علیه وزیر امور خارجه جان مریل به اتهام گرفتن ۳۴۰۰۰ دلار برای لیست رای‌دهندگان در حالی که احزاب جمهوری‌خواه و دموکرات به‌طور رایگان لیست مشابه را دریافت می‌کنند و در ۲۸ اوت قاضی دادگاه منطقه امیلی سی‌مارکس درخواست ایالت را رد کرد.

## مقامات سابق
- جیمی بلیک - مشاور شهر بیرمنگام (۱۹۹۳–۲۰۰۱)[۱۶]

## عملکرد انتخاباتی

### ریاست جمهوری
| سال      | نامزد ریاست جمهوری | رای            | تغییر دادن   |
| -------- | ------------------ | -------------- | ------------ |
| ۱۹۷۶     | راجر مک براید      | ۱٬۴۸۱ (۰٫۱۳٪)  | </img>       |
| ۱۹۸۰     | اد کلارک           | ۱۳٬۳۱۸ (۰٫۹۹٪) | </img> 0.86% |
| ۱۹۸۴     | دیوید برگلند       | ۹۵۰۴ (۰٫۶۶٪)   | </img> 0.33% |
| سال ۱۹۸۸ | رون پل             | ۸٬۴۶۰ (۰٫۶۱٪)  | </img> 0.05% |
| سال ۱۹۹۲ | آندره ماررو        | ۵٬۷۳۷ (۰٫۳۴٪)  | </img> 0.27% |
| ۱۹۹۶     | هری براون          | ۵۲۹۰ (۰٫۳۴٪)   | </img>       |
| ۲۰۰۰     | هری براون          | ۵۸۹۳ (۰٫۳۵٪)   | </img> 0.01% |
| ۲۰۰۴     | مایکل بادناریک     | ۳٬۵۲۹ (۰٫۱۹٪)  | </img> 0.16% |
| ۲۰۰۸     | باب بار            | ۴۹۹۱ (۰٫۲۴٪)   | </img> 0.05% |
| ۲۰۱۲     | گری جانسون         | ۱۲۳۲۸ (۰٫۵۹٪)  | </img> 0.35% |
| ۲۰۱۶     | گری جانسون         | ۴۴٬۴۶۷ (۲٫۰۹٪) | </img> 1.50% |